# Ippia (tiranno)
Ippia (in greco antico: Ἱππίας?, Hippías; ... – 490 a.C.) è stato un politico e generale ateniese, figlio di Pisistrato e fratello di Ipparco; fu tiranno di Atene dal 528 a.C.-527 a.C. fino al 511 a.C.-510 a.C.

## Biografia

### Tirannide
Succeduto al padre Pisistrato insieme al fratello, quando egli morì nel 528 a.C.-527 a.C., Ippia fu il vero detentore del potere. Sotto di lui continuò quel processo di culturizzazione di Atene iniziato sotto Pisistrato. Intervenne a favore dei Tessali contro i Beoti ed ebbe simpatie per i Persiani. Dopo l'assassinio del fratello Ipparco nel 514/513 a.C. inasprì la sua tirannide, risvegliando l'opposizione dell'aristocrazia.

### Cacciata
Quando gli aristocratici ateniesi, capeggiati dalla famiglia degli Alcmeonidi, insieme all'esercito spartano (nonostante Sparta fosse amica della famiglia dei Pisistratidi) guidato da re Cleomene I, cacciarono la tirannide dopo due tentativi, il primo che vide la sconfitta degli Spartiati guidati da Anchimolio e il secondo con esito favorevole (511/510 a.C.), Ippia si sistemò nell'Ellesponto in un suo possedimento, il Sigeo, dove esercitò il potere come vassallo del re di Persia.

### Ultimi anni
Nel 500 a.C., visto il crescente potere di Atene sotto Clistene, Cleomene chiamò a Sparta Ippia dicendogli che lo avrebbe rimesso al potere di Atene nuovamente come suo tiranno, ma l'assemblea federale peloponnesiaca non permise di fare una nuova guerra con Atene, vista l'assoluta opposizione di Corinto. A Ippia non rimase altro che tornare nel Sigeo.
Quando nel 490 a.C. Dario ordinò una spedizione in Grecia, Ippia vi partecipò; fu lui a condurre i Persiani a Maratona, forse memore di quando nel 546 a.C. suo padre vi era sbarcato con lui e, grazie al supporto dei locali, aveva restaurato la sua tirannide ad Atene.
Erodoto racconta che la sera prima dello sbarco Ippia ebbe un sogno nel quale gli sembrava di giacere con sua madre, sogno che inizialmente interpretò come un presagio del fatto che sarebbe tornato in patria come tiranno e sarebbe morto di vecchiaia. Ma, dopo essere sbarcato, si mise a starnutire e tossire in modo più violento del solito, tanto che un dente gli si staccò e cadde nella sabbia, risultando introvabile; allora Ippia disse ai Persiani: "Questa terra non è più nostra e non potremo sottometterla. Tutto quel poco che costituiva la mia parte, se l'occupa questo mio dente".
Alcuni storici hanno ipotizzato che i Persiani abbiano aspettato vari giorni prima di attaccare per dare il tempo ad Ippia di proseguire i suoi intrighi coi suoi amici all'interno di Atene, nella speranza che magari si potesse prendere la città senza combattere; uno dei motivi per cui Milziade si sarebbe deciso ad attaccare potrebbe essere stato proprio il timore che, attendendo ancora, i cospiratori prendessero il potere ad Atene e potessero esserci ammutinamenti tra le sue stesse truppe. In definitiva, però, uno dei punti deboli della strategia persiana (se non il maggiore) fu proprio il fallimento della cospirazione di Ippia coi suoi sostenitori ateniesi.
Non si sa se Ippia abbia preso parte alla battaglia di Maratona. Secondo Giustino Ippia cadde in battaglia. Secondo la Suda, invece, morì dopo la battaglia a Lemno, dove si sarebbe ammalato divenendo cieco perché gli usciva sangue dagli occhi e sarebbe morto in modo doloroso.